# Prêmio Internacional Catalunha
O Prêmio Internacional Catalunha (português brasileiro) ou Prémio Internacional Catalunha (português europeu) (oficialmente, em catalão, Premi Internacional Catalunya), é um prémio internacional oferecido anualmente pela Generalidade da Catalunha, desde 1989, em reconhecimento ao trabalho desenvolvido por individualidades que tenham contribuído para o engrandecimento da cultura, da ciência e da economia, além de seu compromisso ético e humanístico.
Um júri formado por personalidades de diversas áreas, independentes da Generalitat, escolhem o vencedor a cada ano, entre os inscritos por instituições e entidades de todo o mundo, podendo ser apenas indicadas e premiadas pessoas vivas.
Além do prêmio com uma dotação monetária no valor de oitenta mil euros, o vencedor recebe também a escultura "A chave e a letra" (originalmente em catalão La clau i la lletra), de Antoni Tàpies.

## Premiados
| 1989 | Karl Popper                                | Reino Unido                | Filósofo                     |
| 1990 | Abdus Salam                                | Paquistão                  | Físico                       |
| 1991 | Jacques-Yves Cousteau                      | França                     | Oceanógrafo                  |
| 1992 | Mstislav Rostropovich                      | Rússia                     | Violoncelista                |
| 1993 | Luigi Luca Cavalli-Sforza                  | Itália                     | Biólogo                      |
| 1994 | Edgar Morin                                | França                     | Sociólogo                    |
| 1995 | Václav Havel Richard von Weizsäcker        | Tchecoslováquia · Alemanha | Escritor e político Político |
| 1996 | Yaşar Kemal                                | Turquia                    | Escritor                     |
| 1997 | Amartya Sen                                | Índia                      | Economista                   |
| 1998 | Jacques Delors                             | França                     | Político                     |
| 1999 | Doris Lessing                              | Reino Unido                | Escritora                    |
| 2000 | Abdallah Laroui                            | Marrocos                   | Historiador                  |
| 2001 | Andrea Riccardi                            | Itália                     | Historiador                  |
| 2002 | Harold Bloom                               | Estados Unidos             | Crítico                      |
| 2003 | Nawal al-Sa'dawi                           | Egito                      | Escritora                    |
| 2004 | Sari Nusseibeh Amos Oz                     | Palestina · Israel         | Filósofo Escritor            |
| 2005 | Claude Lévi-Strauss                        | França                     | Antropólogo                  |
| 2006 | Pedro Casaldáliga                          | Espanha                    | Religioso                    |
| 2007 | Edward Osborne Wilson                      | Estados Unidos             | Entomólogo                   |
| 2008 | Cynthia Maung Aung San Suu Kyi             | Myanmar                    | Médico Ativista política     |
| 2009 | Bill Viola                                 | Estados Unidos             | Videoartista                 |
| 2010 | Jimmy Carter                               | Estados Unidos             | Político                     |
| 2011 | Haruki Murakami                            | Japão                      | Escritor                     |
| 2012 | Luiz Inácio Lula da Silva                  | Brasil                     | Político                     |
| 2013 | Malala Yousafzai Gro Harlem Brundtland     | Paquistão · Noruega        | Activista Política           |
| 2014 | Desmond Tutu                               | África do Sul              | Activista                    |
| 2015 | Jane Goodall                               | Reino Unido                | Primatologista               |
| 2016 | Josep Baselga Manel Esteller Joan Massagué | Espanha                    | Investigação oncológica      |
| 2017 | Costa-Gavras                               | Grécia                     | Realizador de cinema         |
| 2018 | Vinton Cerf                                | Estados Unidos             | Ciência da computação        |
| 2019 | Ngũgĩ wa Thiong'o                          | Quênia                     | Escritor                     |